# Segell
|  | Per a altres significats, vegeu «Segell (desambiguació)». |

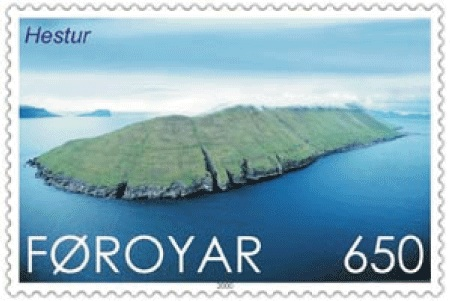
Segell de les illes Fèroe

Un segell (anomenat també segell de correus o segell postal) és un comprovant del pagament previ dels enviaments efectuats per correu en forma d'etiqueta, generalment engomada, o directament imprès. Tradicionalment la seva forma ha estat la d'un petit paper rectangular que s'enganxa en un sobre i que indica que la persona que realitza l'enviament ha pagat el servei.
L'art postal o Mail Art utilitza sovint aquest mitjà i aquest format per a la seva difusió, amb la creació de falsos segells.
Des del final de la dècada del 1960 ha sorgit un nou tipus de segells, els segells de valor variable o ATM (acrònim del terme alemany Automatenmarke, 'segell automàtic'), que són impresos i distribuïts a través de màquines de venda automàtica, les quals imprimeixen el valor del franqueig desitjat per l'usuari en un paper especial i el segell resultant pot ser emprat per al franqueig com un segell tradicional.

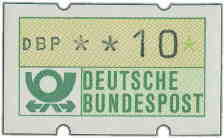
Segell de valor variable d'Alemanya

## Història
El primer cas que es podria considerar com l'antecedent dels segells de correus actuals, data de l'any 1653 i fou degut al conseller del parlament de París Renouard de Villayer, que consistia en un tipus de butlleta (separat de la pròpia carta), amb el que la persona que volia enviar la carta podia acreditar que el pagament de la taxa de correu corresponent havia estat fet.
L'emissió del primer segell, com l'entenem actualment, s'emmarca dintre d'una profunda reforma del servei de correus britànic duta a terme per James Chalmers (1834) i Rowland Hill (1837). Fins llavors l'enviament el pagava el destinatari en funció dels quilòmetres recorreguts i no pel seu pes, i amb la reforma es proposava que l'enviament el pagués el remitent segons una tarifa uniforme en funció del pes i no pas del quilometratge.

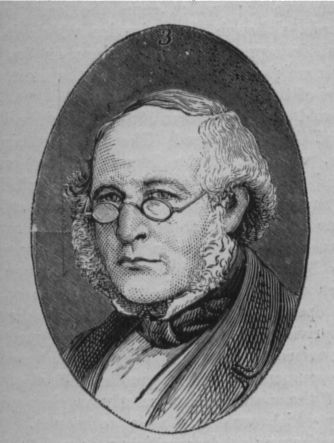
Rowland Hill, creador dels primers segells de correus

Segons diu la llegenda, l'any 1835 el professor anglès Rowland Hill, mentre viatjava per Escòcia, es va allotjar en un hostal. Mentre s'escalfava davant la llar de foc va veure com arribava el carter de la zona i lliurava una carta a l'hostalera, la qual la va examinar atentament i la va retornar al carter al·legant: «No ens sobren els diners i no podem pagar l'import de la carta; torneu-la al remitent, si us plau». Allò li va arribar al cor a Hill i, mogut per un impuls de generositat, va oferir al carter l'import de la lletra, ja que no volia que per falta de diners es quedés la bona dona sense saber les notícies que li poguessin arribar en aquesta carta. El carter va cobrar la mitja corona que costava, va lliurar la carta a l'hostalera i se'n va anar a continuar el seu recorregut.
L'hostalera va agafar la carta i la va deixar sobre la taula sense preocupar-se en absolut del seu contingut. Adreçant-se al generós hoste, li va dir amb amabilitat: «Senyor, us agraeixo de debò el detall que heu tingut de pagar l'import de la carta. Sóc pobra, però no tant per no poder pagar-ne el cost. Si no ho volia fer era perquè dintre no hi ha res escrit, només l'adreça. La meva família viu molt lluny d'aquí i per saber que estem bé ens escrivim cartes, però anant amb compte que cada línia de l'adreça estigui escrita per una mà diferent. Si apareix la lletra de tots, significa que tots estan bé. Tan bon punt examinada l'adreça de la carta la retornem al carter dient que no la podem pagar i així tenim notícies els uns dels altres sense que ens costi ni un penic.» Aquesta anècdota, amb diverses variants, ha estat narrada i escrita en diferents mitjans, fins i tot de fora de la Gran Bretanya, com per exemple a la revista francesa Lectures pour Tous o al Grand Dictionnaire Universal du XIX Siècle, de Pierre Larousse, a l'edició parisenca de 1874. L'Enciclopèdia Espasa també la reprodueix, en la versió de la qual la mestressa realment no pot pagar l'import de la carta perquè és pobra de solemnitat. Tant si l'anècdota és certa com si no, és il·lustrativa de com estava la situació dels correus britànics i de la seva reforma peremptòria.
Hill fou l'autor d'un opuscle en què proposava el franqueig previ de la correspondència, titulat Post Office Reform, que va donar com a resultat la designació d'un comitè de la Cambra dels Comuns del Regne Unit (22 de novembre de 1837) «encarregat d'estudiar els tipus i sistemes del franqueig postal». Aquest comitè va informar favorablement de la proposició de Rowland Hill i el 1839 es va dictar una providència que autoritzava el Tresor per fixar els tipus de franqueig postal i regular la manera de percebre'n l'import previ. Els sobres timbrats (els primers, amb un valor d'1 i 2 penics) i els segells adhesius els emetria el Govern. De gravar els segells se n'encarregaria la casa Perkins, Bacon & Petch, sobre dibuixos de Hill. Es va decretar que els segells es posarien en circulació el dia 6 de maig de l'any 1840.

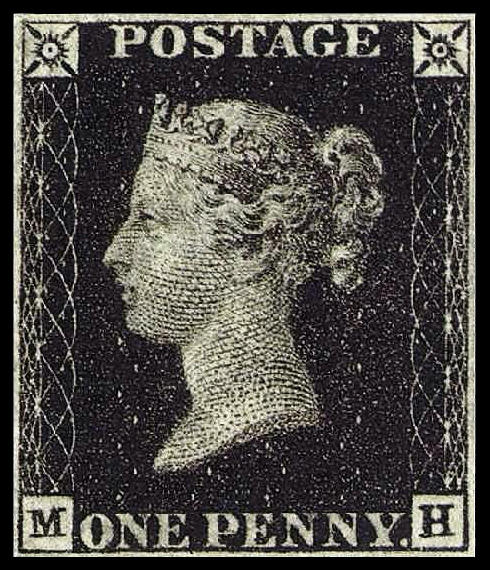
El Penny Black de 1840

Així és com neix el primer segell de correus del món: el famós Penny Black o «penic negre» de la reina Victòria. Hill hi va dibuixar el perfil de la reina, la paraula Postage ('Correus') a la part superior i, a la inferior, One penny ('Un penic'). Va ometre el nom de l'estat emissor, ja que se sobreentenia que la cara de la reina bastava per identificar-lo, i, a més a més, aquest sistema no es feia servir enlloc més. El dia 8 de maig d'aquell mateix any es va posar a la venda el segell de dos penics, de color blau. El nou sistema postal va donar uns resultats sorprenents, tant que es va triplicar el nombre de cartes en una setmana. Només el primer dia de venda al públic es van adquirir 60.000 exemplars d'aquests segells. A la vista de tot això Rowland Hill va ser nomenat director de Correus del Regne Unit i va dedicar la resta de la seva vida a realitzar ampliacions i millores als serveis postals. El nou sistema va trobar una ràpida acceptació en altres països i al cap de pocs anys ja s'havia generalitzat arreu.
La Unió Postal Universal estableix que als segells que circulin internacionalment ha d'aparèixer el nom de l'estat emissor en alfabet llatí. D'aquesta obligació n'està exempt el Regne Unit, per haver estat el primer a emetre'n.

## Col·leccionisme
La filatèlia, o col·leccionisme de segells, és una afició seguida a tot el món, tant per part d'adults com de nens. És un passatemps entretingut i relativament barat, segons el grau d'especialització que es pretengui, ja que els col·leccionistes més conscienciosos poden haver de dedicar molt de temps i diners fins a aconseguir els exemplars més buscats.

## Procés d'emissió
El procés per a l'emissió d'un segell és complex. En general l'administració postal rep centenars de suggeriments de particulars i d'associacions. Una vegada decidides les sèries a emetre s'encarrega a diversos artistes la realització dels dissenys, normalment quatre vegades més grans que la mida final que hauran de tenir. Quan s'ha triat el disseny definitiu s'efectuen les modificacions necessàries i es redueix fotogràficament a la mida correcta.

## Mètodes d'impressió
- Gravat al buit: el dibuix es grava en una planxa d'impressió, que a continuació s'entinta, de manera que la tinta es queda als buits de la planxa. Després s'hi col·loca el paper al damunt i es premsa perquè s'hi imprimeixi el dibuix, que pot presentar un lleuger relleu al tacte.

- Tipografia: la tinta s'aplica a les parts en relleu de la planxa d'impressió i, quan es produeix el contacte, el dibuix es transfereix al paper. De vegades apareix un lleuger relleu al dors del segell i altres vegades la tinta vessa més enllà dels límits del dibuix.

- Litografia: la planxa d'impressió és completament llisa i per transferir el dibuix a la superfície d'impressió s'aplica una tinta grassa especial. A continuació s'humiteja la planxa i s'hi aplica tinta d'imprimir, que s'enganxa a les parts greixoses de la superfície. N'hi ha també la variant òfset, amb un procés una mica més complicat i que s'està imposant en la impressió filatèlica.

- Fotogravat: versió moderna del gravat al buit en la qual s'utilitza un negatiu fotogràfic que es descompon en una trama de punts i es grava amb àcid sobre un cilindre de coure, al qual se li tira tinta.

- Encunyació: combinació del gravat al buit i de la tipografia. El paper s'imprimeix entre dues planxes, a l'una amb el dibuix en relleu i a l'altra gravat al buit. És un procés molt car que només s'usa actualment per imprimir segells directament en sobres, encara que era més utilitzat al segle xix.

## Forma i materials

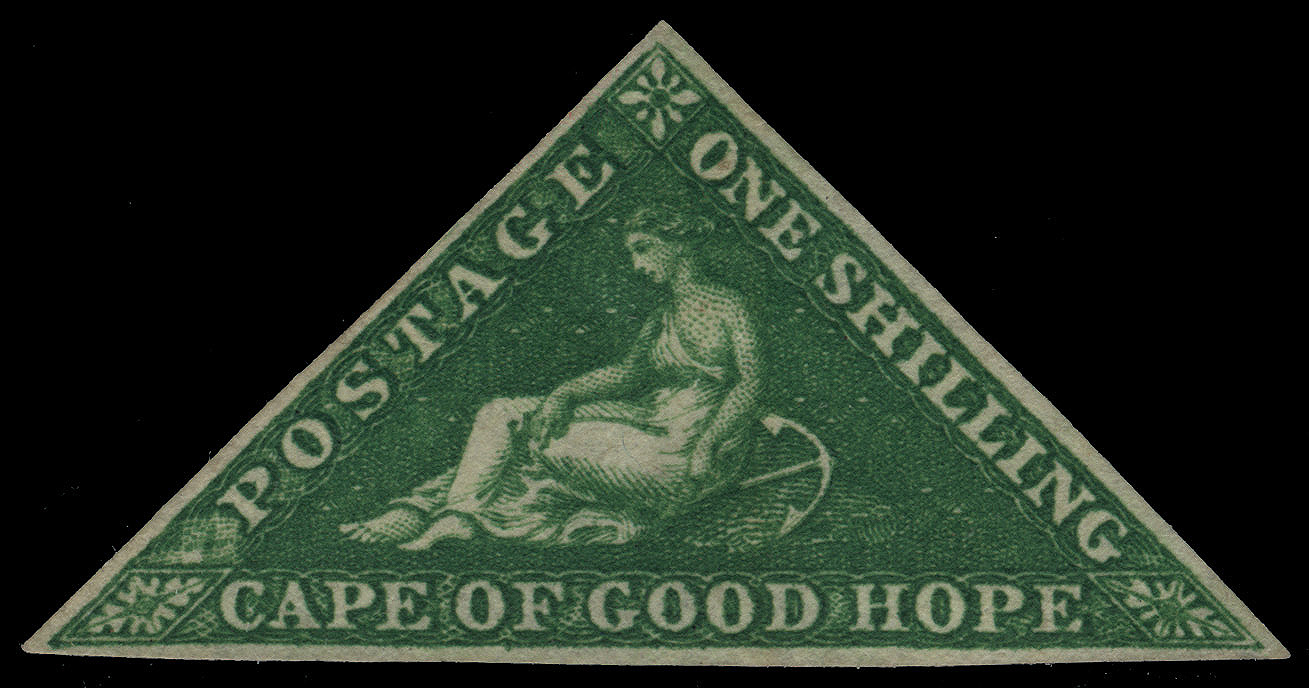
Segell triangular d'1 xíling de 1858 de la Colònia del Cap

Encara que la majoria dels segells són rectangulars, ja el 1847 la Gran Bretanya en va emetre un amb una altra forma, concretament octagonal. No obstant això, com que a l'inici no tenien les vores perforades, moltes vegades els segells es tallaven en forma de quadrat. El 1853 la colònia britànica del Cap va emetre el primer segell triangular. Sierra Leone, per exemple, n'ha emès amb formes d'animals, fruites i mapes.
Gairebé tots els segells són de paper imprès especialment per a l'emissió, però també se n'han imprès al dors de bitllets de banc caducats i de mapes. Igualment, n'hi ha de fets de plàstic, de làmina metàl·lica, d'acer, de tela i de làmina de fusta. Un cas ben curiós és el dels segells que es podien tocar amb el gramòfon, com els del Bhutan, on sonava l'himne nacional.

## Errors
Durant el procés d'impressió es poden produir errors; tot i les comprovacions que es realitzen habitualment als centres d'emissió per destruir els exemplars erronis, sempre en poden arribar d'aquesta mena al mercat.
Els petits defectes, que no augmenten el valor d'un segell, permeten col·leccionar-ne varietats produïdes per erosions en la planxa, taques de tinta o aparicions d'una línia o un espai en blanc.
Hi ha altres tipus d'errors, però, més valuosos: la falta o equivocació en algun color o els segells que presenten el centre invertit. També hi ha errors en la perforació i en el dentat.
Els errors del disseny no es donen durant la impressió, sinó que es tracta d'una errada produïda en un procés anterior que afecta tot el tiratge del segell: faltes d'ortografia, dibuixos erronis... De vegades això té com a conseqüència la retirada de tota l'emissió per tal de corregir l'error, encara que de vegades alguns segells aconsegueixen arribar al públic i passen a ser molt valuosos.

## Sobrecàrrega

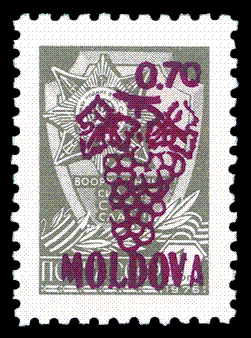
Segell de l'URSS sobreimprès per a Moldàvia

S'anomena sobrecàrrega o sobreimpressió qualsevol inscripció, marca o dibuix afegits a la imatge d'un segell. Hi ha múltiples raons per sobreimprimir els segells: un país que accedeix a la independència postal sobrecarrega els segells de l'antic poder colonial amb el nom del nou estat; també quan canvia la forma de govern, la denominació de l'estat o la moneda. Una altra raó és per convertir un segell en una emissió especial, per seguretat. Quan la sobrecàrrega es fa perquè han canviat les taxes postals, s'anomena sobretaxa. En cada emissió és habitual que un cert nombre de segells quedin invalidats per a usos postals i aleshores s'empren com a mostra de l'emissió, amb la sobreinscripció MOSTRA, SPECIMEN o una altra de similar.
Les grans empreses de vegades perforen els segells per evitar robatoris per part dels seus empleats. Aquests segells es coneixen com a segells perforats.

## Falsificacions i segells reparats
Un segell pot falsificar-se per al seu ús per al correu; aquest tipus de falsificació es coneix com a fals postal, o bé per enganyar els col·leccionistes, quan es tracta de segells valuosos, cas en què és conegut com a fals filatèlic. Dos dels falsificadors més coneguts van ser François Fournier i Jean de Sperati.

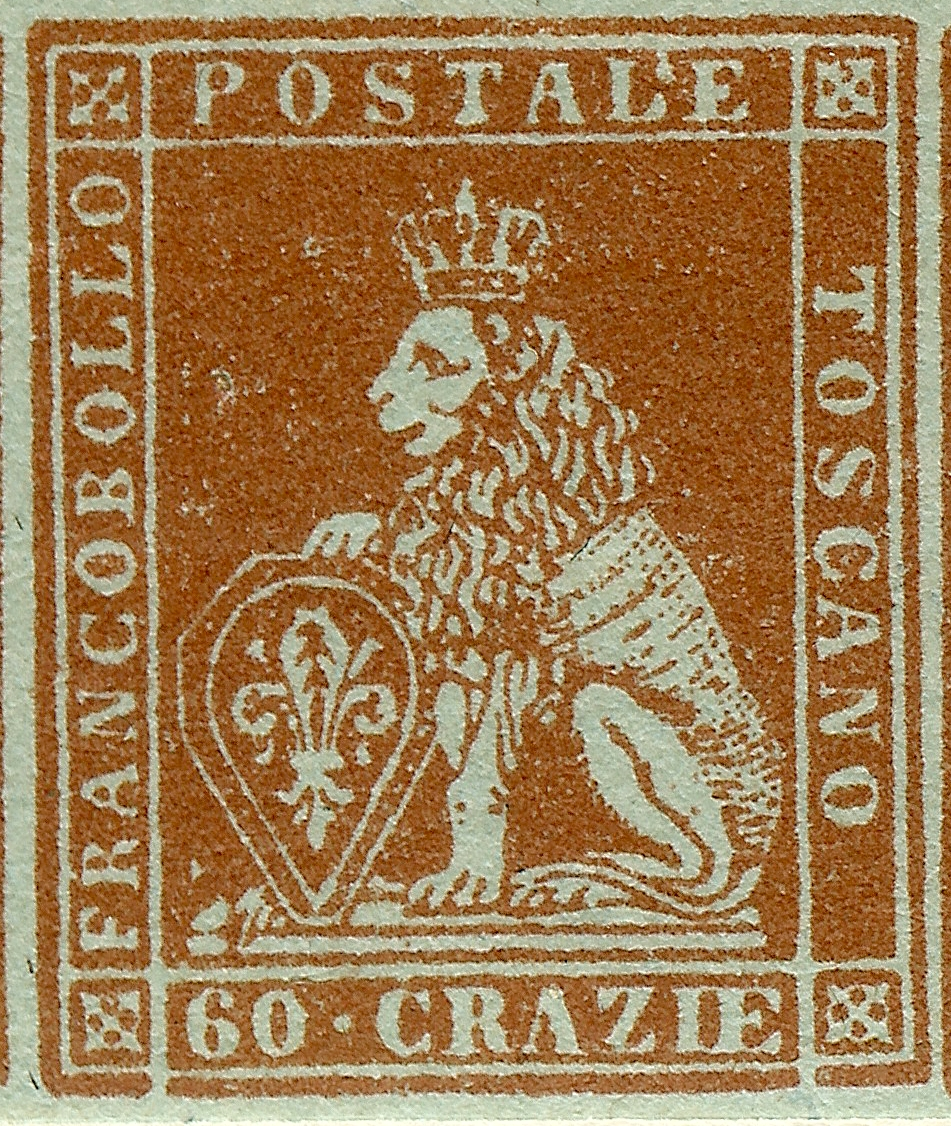
Fals filatèlic de la Toscana fet per François Fournier

També hi ha un altre tipus de falsificacions menys comunes, com poden ser les de tipus propagandístic. Un exemple d'aquesta mena és la falsificació de segells britànics per part dels alemanys durant la Segona Guerra Mundial per incloure l'estrella de David a la corona del rei.
Un segell es pot reparar de moltes formes: l'esborrament del mata-segells és un tipus de frau molt comú, bé amb la intenció de reutilitzar el segell en el correu o bé per vendre'l a un col·leccionista com si fos nou. També es pot reengomar un segell per fer-lo passar per nou, alterar-li els colors o afegir-hi i suprimir-hi dents. Els segells estripats es mullen i són curosament aplanats perquè les fibres de paper s'uneixin superficialment durant algun temps.
Per tal d'evitar les falsificacions i els fraus, les autoritats postals estableixen mesures de seguretat als segells. Pot tractar-se de la complicació en el disseny o la inclusió de filigranes o marques a l'aigua dins el paper. Per evitar que s'esborressin els mata-segells s'han usat tintes no permanents que s'escorren quan es fica el segell en aigua o en revestiments de vernís.

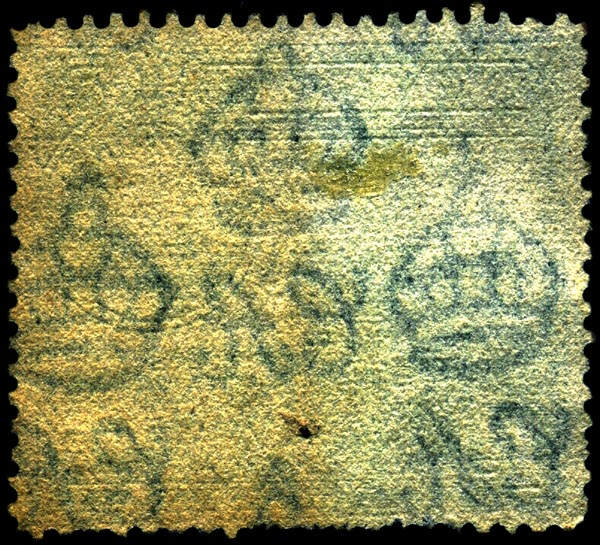
Filigrana o marca a l'aigua al revers d'un segell

D'altra banda, un facsímil és la còpia exacta d'un segell valuós que es ven com a còpia i no com un segell postal. Sol dur una marca per constatar que no és un exemplar legítim. Esborrar aquesta marca és també un frau. Els experts filatèlics expedeixen certificats d'autenticitat després d'examinar la peça per demostrar que un segell és autèntic, cosa recomanable quan es tracta d'un segell valuós.

## El revers
El revers dels segells és la part que s'enganxa al sobre per al seu enviament per correu. El més habitual és que vagi sense imprimir, però hi ha casos en els quals sí que hi ha impressió: un nombre de control o alguna informació sobre el motiu del segell. La majoria dels segells presenten el revers engomat, amb una gran varietat de colors i de formes; fins i tot es va intentar fer-ho amb goma invisible (que va resultar ineficaç), o bé amb un engomat protegit per una tira de paper. Avui en dia, cada cop es fan servir més els segells autoadhesius.
Per col·leccionar els segells es pot fixar al revers una xarnera per enganxar-los als fulls dels àlbums (pràctica no recomanable en els segells nous). També es poden fer servir estoigs de plàstic que respecten la goma original i són útils malgrat el seu cost.
El revers del segell és utilitzat per l'expert filatèlic per estampar-hi la seva signatura quan ha de certificar-ne l'autenticitat.

## Segells semipostals i pòlisses
Els segells que no han estat emesos per una administració postal oficial (les reconegudes per la Unió Postal Universal) són coneguts com a segells semipostals (i sovint també amb el nom anglès de Cinderella, 'Ventafocs'); es pot tractar d'emissions de companyies privades o autoritats locals que realitzen un servei postal, o bé segells fantasma de llocs inexistents com ara les micronacions, etiquetes patriòtiques, segells de Nadal emesos per serveis postals benèfics, etc.
Les pòlisses són segells emesos pels governs per recaptar impostos i taxes i no són segells postals.